# Laghi di Enol

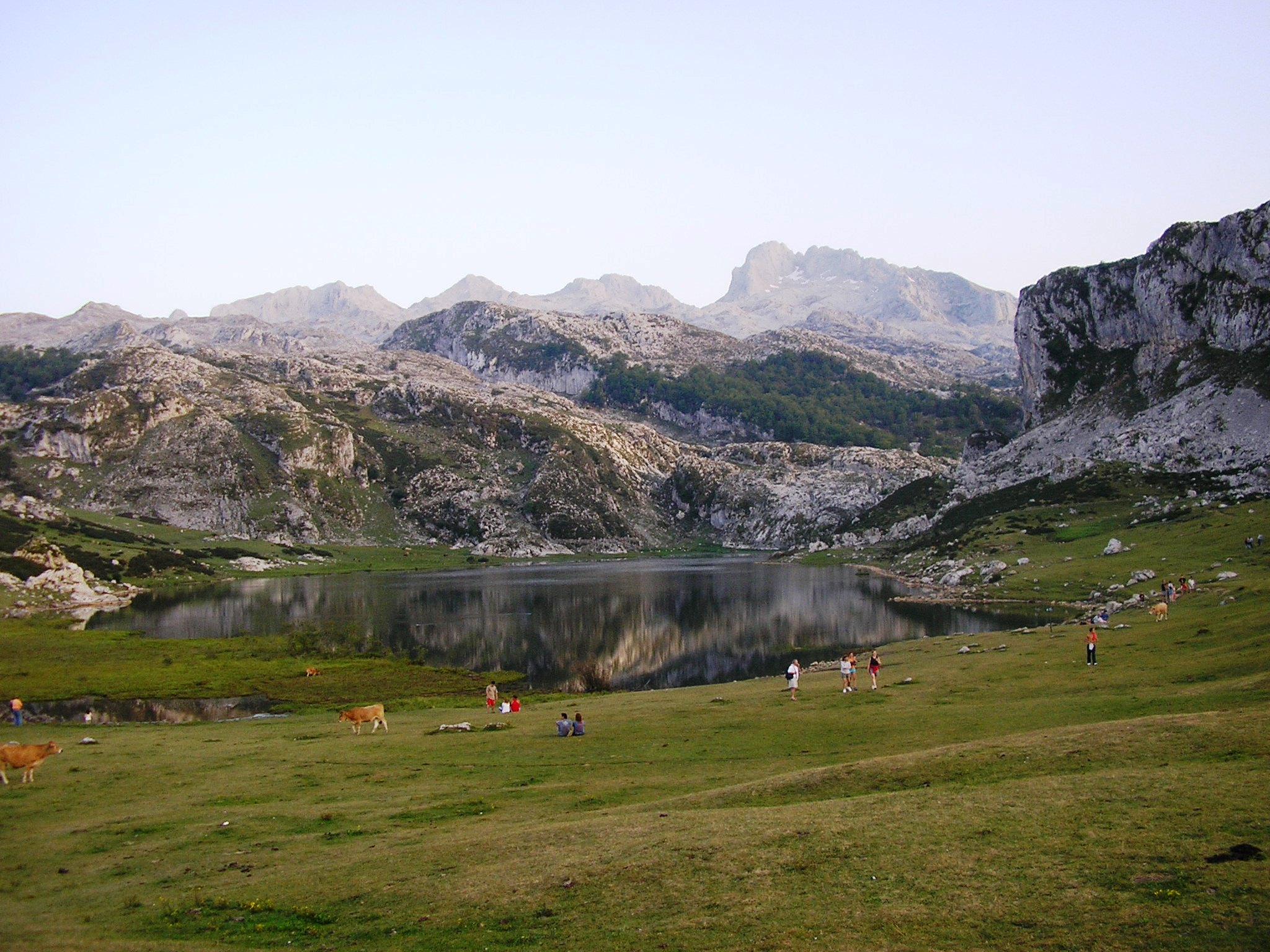
Vista del lago Ercina.

I Laghi di Enol sono i due laghi Enol ed Ercina, nella parte asturiana dei Picos de Europa. Sono anche conosciuti come «laghi di Covadonga», anche se Covadonga, famosa per il santuario, la basilica e l'omonima battaglia, è situata a 10 km di distanza dai predetti laghi.

## Descrizione
Il Lago Enol è situato a 1.134 metri di altitudine, nel massiccio centrale del Cornión, ha una profondità massima di 25 metri, una massima lunghezza di 750 metri e una larghezza di circa 400 metri; vicino alle seppur non molte risorse turistiche di questa zona del parco, questo lago soffre la pressione dei turisti, essendo una delle principali attrazioni della zona, dato che ci si può fare il bagno e praticare immersioni, temperatura permettendo. Nel lago è sommersa una riproduzione della Vergine di Covadonga, che ogni 8 settembre è tratta fuori dal Santuario sito in questa località per essere portata in processione.
Il lago Ercina è di dimensioni minori rispetto al lago Enol, ed anche la sua capacità è minore; le caratteristiche simili dei due laghi sono legate alla loro origine glaciale e alla posizione geografica, dato che entrambi i laghi sono separati tra loro da una distanza inferiore a quaranta metri.

## Sport

### Ciclismo
La salita che porta ai laghi è molto conosciuta dal mondo ciclistico per la sua durezza e per esser stata inclusa in molte edizioni della Vuelta a España a partire dal 1983. Il ciclista colombiano Nairo Quintana nel 2016 andò a vincire la tappa con arrivo ai Lagos di Covadonga e a indossare la maglia rossa di leader.

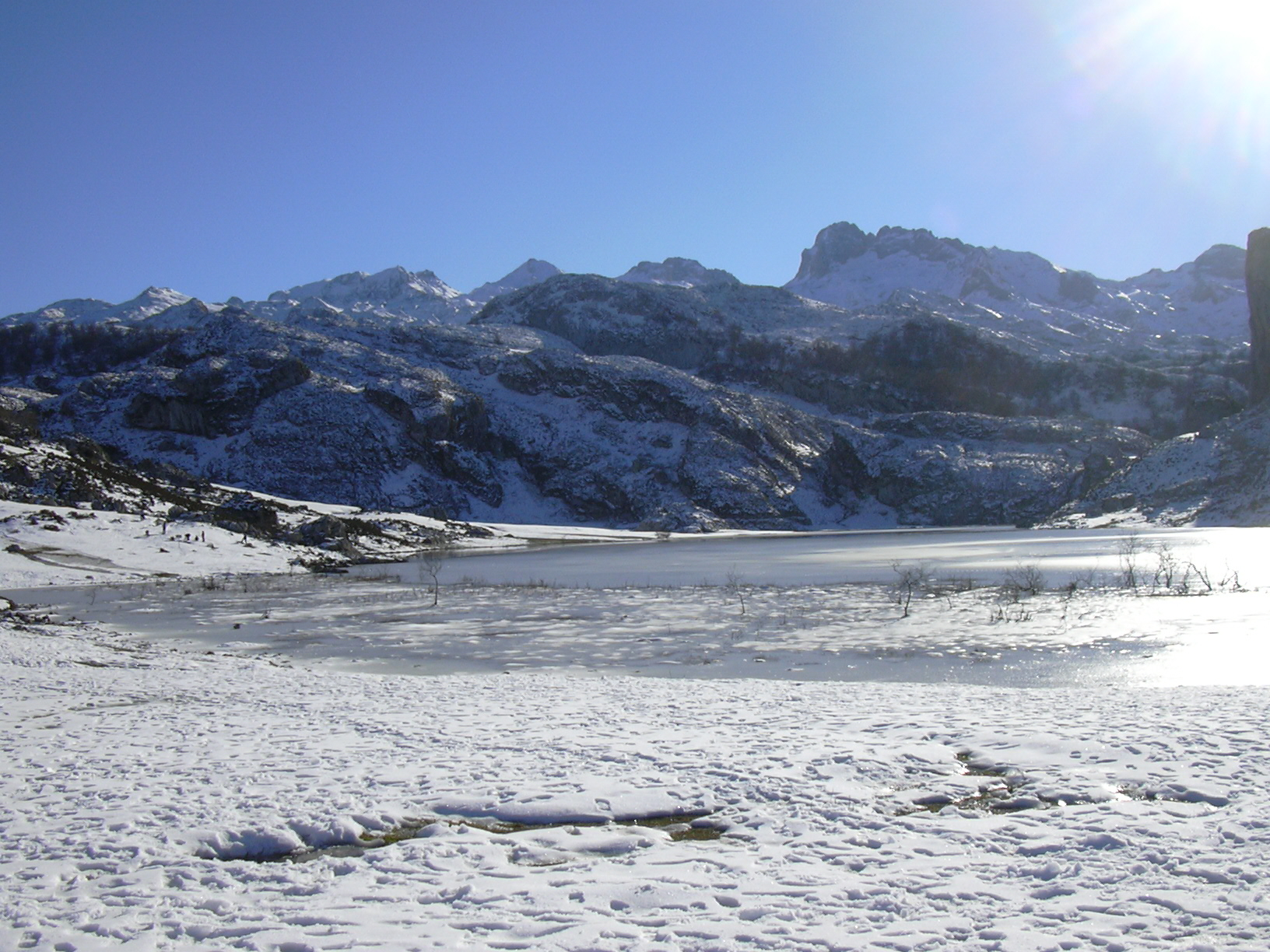
Il lago Ercina congelato